# بافلي
بافلي (بالروسية: Бавлы) هي إحدى مدن روسيا في الكيان الفدرالي الروسي تتارستان.

## توأمة
لبافلي اتفاقيات توأمة مع:
- كوتاهيا